# (4134) Schütz
(4134) Schütz – planetoida z pasa głównego asteroid okrążająca Słońce w ciągu 3 lat i 180 dni w średniej odległości 2,3 j.a. Została odkryta 15 lutego 1961 roku w Obserwatorium Karla Schwarzschilda w Tautenburgu przez Freimuta Börngena. Nazwa planetoidy pochodzi od Heinricha Schütza (1585–1672), niemieckiego kompozytora i organisty. Przed jej nadaniem planetoida nosiła oznaczenie tymczasowe (4134) 1961 CR.